# Attagenus katonai
Attagenus katonai – gatunek chrząszcza z rodziny skórnikowatych i podrodziny Attageninae.
Gatunek ten opisany został w 2008 roku przez Jiříego Hávę i Marcina Kadeja.
Chrząszcz o jasnobrązowym, wydłużonym ciele długości 2,9 mm i szerokości 1,45 mm. Głowa i przedplecze z szarym lub żółtawym owłosieniem. Czułki jedynastoczłonowe z trójczłonową buławką, której ostatni człon jest nieco wydłużony. Owłosienie pokryw żółtawe lub szare, formujące trzy poprzeczne przepaski. Wyrostek przedpiersia bardzo długi i wąski.
Owad znany z wyłącznie z Erytrei.